# Катакомби Прісцилли
Катакомби Прісцилли (італ. Catacombe di Priscilla) — християнські та язичницькі підземні поховання II–IV століть у Римі, що утворюють два поверхи.

## Історія
Ці катакомби виникли в місці поховань римської сім'ї консула Акіли Глабрія. У I столітті ця родина володіла цими землями. Одна з представниць цієї родини, Прісцилла була страчена за наказом імператора Доміціана. У грецькій капелі (італ. Capella Greca), названої так за виявленими написами на грецькій мові, зображено сцену бенкету (алегорія Євхаристії). У цій капелі збереглися зразки раннього християнського мистецтва, зокрема найдавніше зображення Діви Марії з немовлям на руках і пророком (фігура ліворуч — Ісая або Валаам), що датується II століттям. В одній руці у нього книга, іншою рукою він показує на зірку.
Тут також зустрічаються зображення Ноя з голубом, три хлопці-підлітки в вогнені печі, жертва Авраама, Йона, Сусанна, Лазар. У цих катакомбах були поховані сім пап (у тому числі святий Сильвестр I) і багато християнських мучеників.

## Фреска «Добрий пастир»
Зображено чоловіка, що тримає на плечах вівцю, перед ним стоять вівця й коза. За чоловіком — дерева, на яких сидять птахи.
Це зображення трактують як ілюстрацію притчі Христа про доброго пастиря, що радіє врятуванню загубленої вівці (Лк. 15:3–7), що була актуальною для прозелітів — вони поступово складали більшість християнської церкви.
Коза й вівця — притча про Страшний суд, коли Суддя покладе межу між добрими і злими, подібно як пастир відділяє овець від козлів (Мт. 25:31–46).
Дерева — зображення Христової науки про непомітне, але швидке зростання Божого Царства (Мт. 13:31–32), або символічне зображення райського саду.